# Philipp Vandenberg
Philipp Vandenberg, właściwie Hans Dietrich Hartel lub Walter (ur. 20 września 1941 we Wrocławiu) – niemiecki pisarz, autor powieści historycznych, thrillerów o tematyce teologicznej oraz książek popularnonaukowych dotyczących historii (przede wszystkim starożytnej) i archeologii.

## Życiorys
Zadebiutował w wieku 32 lat powieścią Klątwa faraonów. Jest autorem ponad 30 powieści, przetłumaczonych na 34 języki, które rozeszły się w łącznym nakładzie ponad 23 milionów egzemplarzy.
Vandenberg mieszka z młodszą o 20 lat żoną, Evelyn, w wiosce w górnej Bawarii nad jeziorem Tegernsee. Jest właścicielem zbioru starych książek, kolekcji antyków, muzeum starych rolls-royce’ów oraz średniowiecznego zamku.

## Wybrana twórczość
- Akta Golgoty
- Cezar i Kleopatra: Ostatnie dni Cesarstwa Rzymskiego
- Cienie purpury
- Klątwa faraona
- Nefertiti
- Neron
- Ósmy grzech główny
- Piąta ewangelia
- Pompejańczyk
- Ramzes Wielki
- Skarb Priama: Życie Henryka Schliemanna: Historia odkrycia Troi
- Spisek faraonów
- Spisek sykstyński
- Śladami przeszłości: Największe odkrycia archeologów
- Tajemni władcy: Lekarze dyktatorów i wielkich tego świata
- Towarzyszki cesarskich śniadań
- Zapomniany pergamin
- Zielony skarabeusz